# Петра (Лесбос)
Вижте пояснителната страница за други значения на Петра.
Петра (на гръцки: Πέτρα) е село в Република Гърция, разположено на остров Лесбос, област Северен Егей. Селото има население от 1246 души (2001).

## Личности
Родени в Петра
- Неоклис Казазис (1849 – 1936), гръцки политик